# توم كيلي (لاعب كرة قاعدة)
توم كيلي (بالإنجليزية: Tom Kelly)‏ هو لاعب كرة قاعدة أمريكي، ولد في 15 أغسطس 1950 في غرسيفيل في الولايات المتحدة.

## وصلات خارجية
- توم كيلي على موقع دوري كرة القاعدة الرئيسي (الإنجليزية)
- توم كيلي على موقعبيزبول رفرنس.كوم (الدوري الرئيسي) (الإنجليزية)
- توم كيلي على موقعبيزبول رفرنس.كوم (الدوري الثانوي) (الإنجليزية)
- توم كيلي على موقع إي إس بي إن.كوم (أم.أل.بي) (الإنجليزية)
- توم كيلي على موقع مشجعي الرسوم البيانية (الإنجليزية)
- توم كيلي على موقع إن إن دي بي (الإنجليزية)